# (208996) Achlys
(208996) Achlys est un objet transneptunien, un plutino. Comme Pluton, c'est un objet en résonance avec Neptune dans le rapport 2:3,. Certaines études spectrales de la lumière montrent qu'il a probablement une forme quasi sphérique, d'autres études lui donnent une forme allongée. Ses dimensions font de lui un candidat au statut de planète naine.

## Caractéristiques
(208996) Achlys a été découvert le 13 janvier 2003. Il mesure environ 723 km de diamètre.
L'orbite de (208996) Achlys possède un demi-grand axe de 39,502 ua et une période orbitale d'environ 248 ans. Son périhélie l'amène à 32,517 ua du Soleil et son aphélie l'en éloigne de 46,487 ua. Il s'agit d'un plutino.

## Satellite
La découverte d'un satellite grâce au télescope Hubble a été annoncée en 2007. Ce serait un objet 72 ± 12 km de diamètre, circulant sur une orbite à environ 7 300 km, mais de nouvelles tentatives pour le localiser ont échoué,,